# 코이즈
주식회사 코이즈(영어: Koyj)는 충청북도 충주시 대소원면 첨단산업로 146에 본사를 둔 디스플레이 기능성 소재 기업이다.

## 개요
- 2006년 2월 16일 설립되었다.
- 이차전지 양극재 첨가제 양산을 위해 제천시에 신규 투자하고 생산 설비를 조성하였다.[3]

### 참조주
1. ↑  지혜련, 한국IR협의회 기술분석보고서, 2022.01.20[깨진 링크(과거 내용 찾기)]
2. ↑  “사업보고서 (2024.12)”.
3. ↑  “박창서. 충북 제천시, 이차전지 소재기업 ㈜코이즈 기업유치”. 《청주일보》. 2023년 3월 7일.

### 내용주
1. ↑  영문명: Nanjing Koyj Co.,Ltd.